# Морлайтер, Микеланджело
Микеланджело Морлайтер (итал. Michelangelo Morlaiter; 23 декабря 1729, Венеция — 1806, Венеция) — итальянский художник: живописец и скульптор. Работал в основном в Венеции. Сын основателя и профессора Венецианской академии изобразительных искусств Джованни Мариа Морлайтера (1699—1781). Отец художника, скульптор и резчик по дереву, сын австрийского стеклодува, был родом из Тироля, на западе Австрии. В конце XVII века переехал в Венецию. Брат Микеланджело — Грегорио (1738—1784) — стал скульптором.
Микеланджело Морлайтер учился живописи у Якопо Амигони; позже следовал манере Джованни Баттисты Тьеполо, Пьяцетты и Себастьяно Риччи. Морлайтер создавал также вместе с отцом небольшие скульптурки из резного дерева и слоновой кости.
Одним из учеников Микеланджело был Франческо Маджотто.
Основные работы Микеланджело Морлайтера в Венеции:
- Росписи и рельеф в Палаццо Грасси

- Декорации стукко в Палаццо Микьель далле Колонне

- Росписи Зала № 18 в Венецианской академии изобразительных искусств

- Живописный плафон в церкви Сан-Бартоломео

- Живописный фон главного алтаря церкви Сан-Моизе